# 下名立村
下名立村（しもなだちむら）は、かつて新潟県西頸城郡にあった村。

## 沿革
- 1889年（明治22年）4月1日 - 町村制施行に伴い西頸城郡大菅村、谷口村、躰畑村、車路村、田野上村、杉野瀬村、丸田村、濁沢村、折居村、峠村、池田村、森村、桂谷村が合併し、下名立村が発足。
- 1901年（明治34年）11月1日 - 西頸城郡上名立村と合併し、名立村となり消滅。